# Такси в Ню Йорк
„Такси в Ню Йорк“ (на английски: Taxi) е американска екшън комедия римейк от 2004 г. на режисьора Тим Стори. Във филма участват Куин Латифа, Джими Фалън, Жизел Бюндхен, Дженифър Еспозито и Ан-Маргрет.

## Сюжет
Внимание:  Текстът по-долу разкрива сюжета на произведението (или части от него)!
Полицай Анди Уошбърн се представя за наркодилър заедно с негов колега, за да арестуват известен кубински дилър. Но по време на "сделката" дилърър се усеща, че те са полицаи, прострелва колегата на Уошбърн и бяга с колата си. Въпреки че е ужасен шофьор, Уошбърн сяда да кара, но включва задна, вместо първа и влиза в един магазин. Това кара шефката му Марта, която му е и бивше гадже, да му вземе книжката. 
Бел Уилямс напуска компанията за доставки с велосипед, в която е работила, защото е получила лиценз за шофьор на такси. Като подарък от колегите си получава титаниев компресор, който монтира в и без това доста модифицираният ѝ Ford Crown Victora. Бел е автоманиак и работи по колата в продължение на 5 години, превръщайки я в най-бързото такси в Ню Йорк. Тя го доказва още на първия си курс, закарвайки клиент от центъра на Ню Йорк до летището за 12 минути срещу 100$. 
Няколко дни по-късно, патрулирайки пеша по улиците на Ню Йорк, Уошбърн получава сигнал за обир на банка наблизо. Опитва се да реквизира кола, но предизвиква катастрофа и затова се качва в таксито на Бел. Те стигат до банката и виждат престъпниците, които бягат с червено BMW 760. Започват преследване, което свършва в една задънена улица. Престъпниците се измъкват, а Уошбърн без да иска чупи задното стъкло на таксито на Бел. Тя вижда и шофьора на колата и останалите бандити, които се оказват до една млади, красиви момичета. 
Бел и Анди постоянно се карат, но постепенно започват да се разбират и всъщност сформират добър екип. Бел осъзнава, че Уошбърн е прострелял гумата на BMW-то, но то е продължило. Разбира, че гумите му са с подсилен борд и заедно с Анди отиват в единственото място в Ню Йорк, откъдето могат да се купят такива гуми. Наистина момичетата се появяват с BMW-то. Те бързо усещат, че Бел и Уошбърн ги шпионират и ги хващат. Двамата успяват да се измъкнат. Бел се прибира, но приятелят ѝ Джеси не я приема вкъщи, тъй като няколко нощи не се е прибирала. Тя отива да спи у Уошбърн. 
Скоро престъпничките отново обират банка. Бел и Анди започват да ги гонят с таксито на Бел из улиците на Ню Йорк, но накрая катастрофират в един пожарен кран. Бел и Уошбърн са извикани в кабинета на Марта. Тя конфискува таксито на Бел заради нелегалните модификации по него, въпреки че Уошбърн лъже, че той ги е поръчал. Междувременно престъпничките дегизират колата си. Оказва се, че ярко червения цвят всъщност е фолио, а BMW-то е синьо. Сменят и гумите. Уошбърн и Бел на своя глава изкарват таксито от паркинга на полицията и пак го карат. Бел помага на Анди да се научи да шофира. 
Цялата полиция на Ню Йорк търси червено BMW Седмѝца и когато виждат синьото, решават да го проверят, но не намират парите в него. Бел и Анди, заедно с Джеси и майката на Анди се чудят как момичетата прибират парите си. Постепенно разбират, че преди обир те винаги спират BMW-то си на места за боклукчийски камиони и се осъмняват, че изхвърлят парите в боклука и си ги прибират по-късно. Правят бърза справка в депото за боклук и бързо осъзнават, че един от шофьорите на боклукчийски камион, Антъни Скалия, вероятно е замесен. Бел и Анди го намират и се оказва, че жена му е отвлечена от бандата на момичетата. Бел се преоблича като него и отива да занесе парите. С Анди надвиват мъжа, нает да пази парите, освобождават г-жа Скалия и звънят на главатарката на бандата Ванеса, която междувременно е взела Марта за заложник по време на банков обир. Бел иска размяна-Марта срещу парите.
Ванеса се съгласява, но на уговореното място профучават без да спрат две сребристи BMW M3 кабрио, с които момичетата са заменили синята седмѝца. Ванеса казва на Бел, че размяната ще стане в движение. Уошбърн измисля план и ги отклонява в отбивка към летището, която още не е довършена, но момичетата не знаят това. В последния момент Бел набива спирачки, а двете BMW-та прелитат около 15 метра недостроен участък и кацат в средата на моста, откъдето изход няма. Бел, Уошбърн и Марта започват да им се смеят, но Ванеса вади пистолет и започва да стреля по тях, прострелвайки Бел. Уошбърн сяда в таксито и закарва Бел и Марта до болницата, влизайки през витрината. 
Финалът се състои 6 месеца след събитията. Анди и Марта отново са се събрали и те отиват да гледат първото състезание на Бел. Мечтата на Бел да бъде пилот от Наскар се е сбъднала и тя се подготвя за първия си старт, когато на монитора на пистата Джеси я пита дали ще се омъжи за него.

## Прилики и разлики сТакси
Филмът има много общи черти с френските филми от серията Такси.  Например модифициращото се само такси, криминалният елемент, това, че шофьорът (Бел или Даниел) мисли по-трезво и разумно от полицая (Емилиен или Уошбърн). Пребоядисването на колата на бандитите също се среща във френският филм. И в двата филма полицаите не могат да шофират. Каскадата на края на филма с "летящите" BMW-та е 1:1 римейк на каскадата в края на Такси от 1998, в оригиналната версия са използвани два Mercedes W124 500E. Основна разлика е, че в американския филм липсва елемента на осмиване на полицията, характерен за френската серия, а тя е показана като адекватно и бързо действаща. Продуцент и на френските, и на американския филм, е Люк Бесон.

## Филми от поредицата за „Такси“
Поредицата „Такси“ включва 6 филма:
- Такси (1998)
- Такси 2 (2000)
- Такси 3 (2003)
- Такси в Ню Йорк (2004)
- Такси 4 (2007)
- Такси 5 (2018)